# Чемпіонат світу з трекових велоперегонів 2014 — командний спринт (жінки)
Змагання з командного спринту серед жінок на Чемпіонаті світу з трекових велоперегонів 2014 відбулись 26 лютого 2014. У них взяли участь 22 велогонщиці з 11 країн. Дві найшвидші у кваліфікації команди вийшли у фінал за золоті медалі, а ті, що посіли третє і четверте місця - за бронзові.

## Медалісти
| Золото | Німеччина Міріам Вельте Крістіна Фоґель        |
| Срібло | КНР Лінь Цзюньхун Чжун Тяньши                  |
| Бронза | Велика Британія Джессіка Варніш Ребекка Джеймс |

## Результати

### Кваліфікація
Кваліфікація розпочалась о 19:00.
| Місце | Ім'я                             | Країна          | Час    | Примітки |
| ----- | -------------------------------- | --------------- | ------ | -------- |
| 1     | Міріам Вельте Крістіна Фоґель    | Німеччина       | 32.575 |          |
| 2     | Лінь Цзюньхун Чжун Тяньши        | КНР             | 32.941 |          |
| 3     | Джессіка Варніш Ребекка Джеймс   | Велика Британія | 33.214 |          |
| 4     | Олена Брежніва Анастасія Войнова | Росія           | 33.441 |          |
| 5     | Сенді Клер Віржині Куефф         | Франція         | 33.443 |          |
| 6     | Таня Кальво Хелена Касас         | Іспанія         | 33.913 |          |
| 7     | Хуліана Гавірія Діана Гарсія     | Колумбія        | 34.185 |          |
| 8     | Олена Старікова Олена Цьось      | Україна         | 34.961 |          |
| 9     | Франі Фонг Даніела Гаксіола      | Мексика         | 35.003 |          |
| 10    | Такако Ісії Юка Кобаясі          | Японія          | 35.584 |          |
| 11    | Еліс Ліхтлі Шенн Браспенінкс     | Нідерланди      |        | REL      |

### Фінали
Фінали розпочались о 20:25.
| Місце                    | Ім'я                             | Країна          | Час    | Примітки |
| ------------------------ | -------------------------------- | --------------- | ------ | -------- |
| Заїзд за золоту медаль   |                                  |                 |        |          |
| 1                        | Міріам Вельте Крістіна Фоґель    | Німеччина       | 32.440 |          |
| 2                        | Лінь Цзюньхун Чжун Тяньши        | КНР             | 33.239 |          |
| Заїзд за бронзову медаль |                                  |                 |        |          |
| 3                        | Джессіка Варніш Ребекка Джеймс   | Велика Британія | 33.032 |          |
| 4                        | Олена Брежніва Анастасія Войнова | Росія           | 33.154 |          |